# Everything (M2M)
Everything è un singolo discografico del duo musicale norvegese M2M, pubblicato nel 2001 ed estratto dall'album The Big Room.

## Video
Il videoclip della canzone è stato diretto da Chris Applebaum.

## Formazione
- Marion Raven
- Marit Larsen

## Classifiche
| Classifica (2001–2002) | Posizione massima |
| ---------------------- | ----------------- |
| Italia                 | 37                |